# Taransay

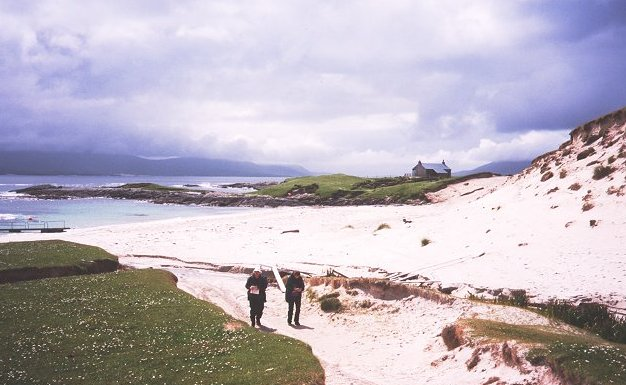
Strand bei Paible

Taransay (schottisch-gälisch Tarasaigh, Tarasaighⓘ, altnorwegisch Taransöy, deutsch: „Tarans Insel“, wahrscheinlich nach einem irischen Heiligen) ist eine Insel der zu Schottland gehörenden Äußeren Hebriden und wird wie diese vom Western Isles Council verwaltet.

## Geographie
Taransay liegt rund drei Kilometer westlich von Harris, dem Südteil der Doppelinsel Lewis and Harris. Die Insel liegt vor der Einfahrt in die Bucht West Loch Tarbert und ist von Harris durch den Sound of Taransay getrennt. Ihre Fläche beträgt 14,8 km². Die Insel ist rund 6,5 Kilometer lang und bis zu 4,8 Kilometer breit. Die höchste Erhebung ist mit 267 Metern über dem Meeresspiegel der Ben Raah (schottisch-gälisch Beinn Ra). Taransay ist die größte schottische Insel, die nicht dauerhaft bewohnt ist.
Taransay ähnelt einer Doppelinsel, jedoch weist die südwestliche Halbinsel Àird Vanish (Àird Mhànais) mit dem 99 Meter hohen Bualabhal weniger als ein Drittel der Fläche des nordöstlichen Hauptteils auf. Die beiden Inselteile bestehen aus mit Heide bedeckten Hügeln, die in der Mitte der Insel durch den sandigen, flachen Tombolo-Isthmus Tràigh a Siar verbunden sind. Nahe dem Isthmus steht der Menhir Clach An Teampuill. Die Küste wird durch Sandstrand und Machair-Dünen gebildet. Das Gestein ist überwiegend Gneis sowie Granit.

## Geschichte
Der Clach An Teampuill (deutsch „Stein des Tempels“) ist ein Menhir (englisch Standing Stone) auf Taransay.

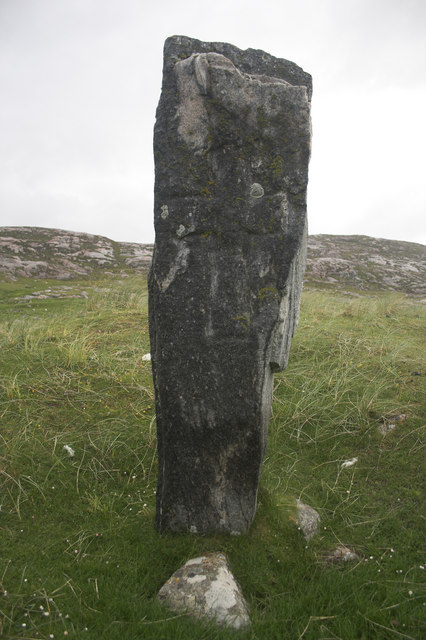
Clach an Teampuill

Die Insel war mindestens ab 300 n. Chr. besiedelt. Um 650 wurde das Christentum auf der Insel eingeführt. 900 wurde Taransay von Wikingern erobert. 1544 fand das „Massaker von Taransay“ durch die Morrisons von der Insel Lewis statt. Einwohner der Insel Berneray gingen daraufhin gegen die Morrisons vor und richteten sie an einem Felsen auf Taransay hin. Dieser Fels wurde später Sgeir Bhuailte (englisch Smitten Rock, deutsch etwa „Fels der Heimsuchung“) genannt.
In der Vergangenheit gehörte Taransay zur Grafschaft Inverness-shire.
Auf Taransay gab es die drei Dörfer Raa, Uidh und Paible (Paibeil), alle auf dem Hauptteil der Insel. Raa (Raah) lag im Südosten, Uidh im Südwesten nahe dem Isthmus, und Paible im Süden. Pachterhöhungen im Jahr 1835 vertrieben viele Bewohner von der Insel. 1883 wurden die Möglichkeiten, Landwirtschaft zu betreiben, durch Anbauverbote weiter eingeschränkt, so dass weitere Menschen Taransay verließen. 1942 war die Insel vollständig entvölkert, wurde später aber erneut besiedelt. 1961 gab es nur noch eine fünfköpfige Familie im Dorf Paible. Sie verließ 1974 die Insel, so dass sie erneut unbewohnt war.
In Paible gab es zwei Kirchen. In einer wurden Männer, in der anderen Frauen bestattet. Die Überreste der Saint Keith's Chapel sind noch sichtbar, während Saint Taran's Chapel durch Küstenerosion in den 1970er Jahren zerstört wurde.
Die britische Fernsehserie Castaway 2000 (deutsch etwa: „Ausgesetzt 2000“) wurde im Titeljahr auf Taransay gedreht. 36 Menschen lebten ab dem 1. Januar 2000 abgeschieden auf der Insel. Sie hatten Zugang zu Elektrizität und Trinkwasser. 29 von ihnen blieben, wie geplant, bis zum Jahresende auf der Insel. Die Serie wurde in zahlreichen Ländern ausgestrahlt und galt als „soziales Experiment“. Seitdem können Touristen die Insel besuchen und dort wohnen. Zum Taransay Fiddle Camp auf Taransay treffen sich seit 2001 alljährlich Musiker, die die Fiddle spielen.

## Flora und Fauna
Der Artenreichtum an Pflanzen ist beträchtlich.
Neben zahlreichen Vogelarten gibt es Rothirsche und Mäuse auf Taransay. 2003 bis 2004 wurde Jagd auf Amerikanische Nerze gemacht, die die Populationen der Bodenbrüter gefährdeten.

## Sonstiges
- Der Film The Rocket Post, der die Einrichtung einer Raketenpost auf der fiktiven Insel Scarp darstellt, wurde 2001 auf Taransay gedreht, aber erst 2006 veröffentlicht.[2]